# Jim Marurai
Jim Marurai, né le 9 juillet 1947 sur l'île de Mangaia et mort le 4 novembre 2020, au même endroit, est un homme politique, Premier ministre des îles Cook du 13 décembre 2004 jusqu'au 30 novembre 2010 où Henry Puna lui succède.

## Biographie

### Jeunesse et études
Il fait ses études primaires à l'Ivirua et Oneroa Primary School (Mangaia) et secondaires au Tereora College (Rarotonga) puis le Napier Boys High School (Nouvelle-Zélande). Il est ensuite diplômé de l'Université d'Otago de Dunedin

### Carrière professionnelle
À la suite de ses études, il rentre aux îles Cook, occupant diverses fonctions d'encadrement et d'enseignement au Collèe d'Oneroa (Mangaia).

### Carrière politique
Marurai est élu pour la première fois à la députation  (circonscription d'Ivirua) en 1997, lors d'une élection partielle faisant suite au décès de Tiria Ngatokorua en tant que membre du New Alliance Party. Réélu aux élections de 1999, il participe aux divers gouvernements de coalition de Geoffrey Henry (de juin à juillet 1999), de Joe Williams (de juillet à début octobre 1999), Terepai Maoate (de novembre 1999 à février 2002) et enfin de Robert Woonton (à partir d'octobre 2002), chargé principalement de l'éducation. Il est réélu  aux élections de septembre 2004, cette fois-ci en tant que membre du Parti démocrate. Début décembre il rejoint le Demo Tumu (litt. au source du demo), tout nouveau parti fondé par Robert Woonton et Peri Vaevaetaeroi en rupture avec le Democratic Party. À la suite d'un accord d'alliance avec le CIP de Geoffrey Henry et le retrait de Woonton de l'élection partielle de Manihiki, ce fut finalement Marurai qui fut nommé Premier Ministre le 14 décembre 2004. Henry fut nommé vice-premier ministre, les deux formations s'étant tacitement mis d'accord pour qu'à mi-mandat, soit en 2006, Henry remplace Marurai à la tête du gouvernement. Mais en août 2005, Marurai déclara l'accord caduc et limogea Geoffrey Henry estimant que celui-ci "interférait dans les responsabilités des autres ministères". Il le remplaça par Terepai Maoate, chef de file du  "demo" et qui depuis neuf mois se trouvait dans l'opposition. Quant au Demo Tumu rebatisé un temps Cook Islands First Party, sans doute en référence au parti néo-zélandais Nouvelle-Zélande d'abord de Winston Peters, il semble être tombé dans les oubliettes. En effet aux élections anticipées de septembre 2006, Marurai fut réélu dans sa circonscription d'Ivirua sous l'étiquette du Democratic Party.
Piètre orateur, Marurai semble après cinq années de mandat conserver malgré tout une certaine popularité dans l'opinion. Mais si beaucoup louent son humilité et sa modestie naturelle, qualité recherchée car rare dans la culture polynésienne, d'autres à l'inverse ont évoqué son absence de charisme, voire son incompétence, estimant qu'il ne serait qu'une "marionnette" aux mains de son vice Premier Ministre, un vieux routier de la politique, Terepai Maoate. Toujours est-il que Marurai aura réussi l'exploit de ramener un semblant de continuité dans l'exercice du pouvoir après des années d'instabilité. À l'actif de son gouvernement, des mesures symboliques mais importantes comme l'abolition de la peine de mort ou encore d'avoir promulgué une loi garantissant la liberté de la presse.
En décembre 2009, il renvoya son vice-Premier ministre, Terepai Maoate, ce qui amena plusieurs autres ministres à démissionner en protestation. Marurai fut alors exclus de son propre parti. N'ayant plus de majorité parlementaire, et sous la menace d'une motion de confiance, il annonça en janvier 2010 qu'il ne rappellerait pas le Parlement des Îles Cook avant plusieurs mois, jusqu'à ce qu'il devienne nécessaire de le consulter pour le vote du budget, prévu pour juin. Les deux principaux partis politiques du pays, dont le Parti démocrate, demandèrent au Représentant de la Reine de rappeler le Parlement, afin que ce dernier puisse démettre Marurai de ses fonctions. Toutefois, de par la Constitution, le Représentant de la Reine ne peut agir qu'en accord avec les instructions du Premier ministre.

## Vie personnelle
Jim Marurai est le père de cinq enfants d'un premier mariage. Sa seconde épouse Maineangareu est décédée le 14 septembre 2005.